# Carlos Gurpegui
Carlos Gurpegui, né le 19 août 1980 à Pampelune, est un footballeur espagnol évoluant au poste de milieu défensif ou de défenseur centre.

## Palmarès
- Athletic Bilbao
  - Finaliste de la Coupe d'Espagne : 2009
  - Vainqueur de la Supercoupe d'Espagne : 2015